# Lagoa Henriques
António Augusto Lagoa Henriques GCM (Lisboa, 27 de dezembro de 1923 – Lisboa, 21 de fevereiro de 2009) foi um escultor português.

## Vida e Obra
Iniciou os seus estudos artísticos no curso especial de Escultura da Escola de Belas-Artes de Lisboa, em 1945.
Entre 1947 e 1949 frequentou o curso de Cenografia no Conservatório Nacional.
Em julho de 1948 transferiu-se para a Escola de Belas-Artes do Porto, onde tem como professor e referência principal na sua formação Barata Feyo.
Concluiu o curso superior de Escultura em 1954, na Escola de Belas-Artes do Porto, com a apresentação de um trabalho de pleno relevo classificado com a nota máxima (20 valores).
É-lhe concedida uma bolsa pelo Instituto de Alta Cultura, partindo para Itália, onde ficará três anos, grande parte dos quais em Milão, a trabalhar sob a orientação do escultor Marino Marini.
É convidado pela Escola Superior de Belas-Artes do Porto, em 1958, para o lugar de professor assistente de Escultura, lugar que vem a ocupar em 1959.
Entre 1963 e 1966 é professor efetivo de Desenho da Escola Superior de Belas-Artes do Porto.
Em 1966 muda, a seu pedido, para a Escola Superior de Belas-Artes de Lisboa, onde desenvolve uma ação pedagógica de grande relevo no ensino do Desenho.
Em 1974, quando da reestruturação dos cursos da escola onde leccionava, foi o promotor da criação da disciplina de comunicação visual.
De 1978 a 1982, colabora na revista Arte Opinião.
Fez parte da Maçonaria. 
A 4 de fevereiro de 1989, foi agraciado com a Grã-Cruz da Ordem do Mérito.
Morreu a 21 de fevereiro de 2009, em Lisboa, vítima de doença prolongada.
Desde 2015, o seu nome está consagrado na toponímia de Lisboa através da Rua Lagoa Henriques, situada junto ao Centro de Arqueologia de Lisboa e à Avenida da Índia, na freguesia de Belém. É também homenageado com o seu nome no auditório da Faculdade de Belas-Artes da Universidade de Lisboa e numa rua do concelho da Nazaré, onde passou férias até aos 20 anos de idade.

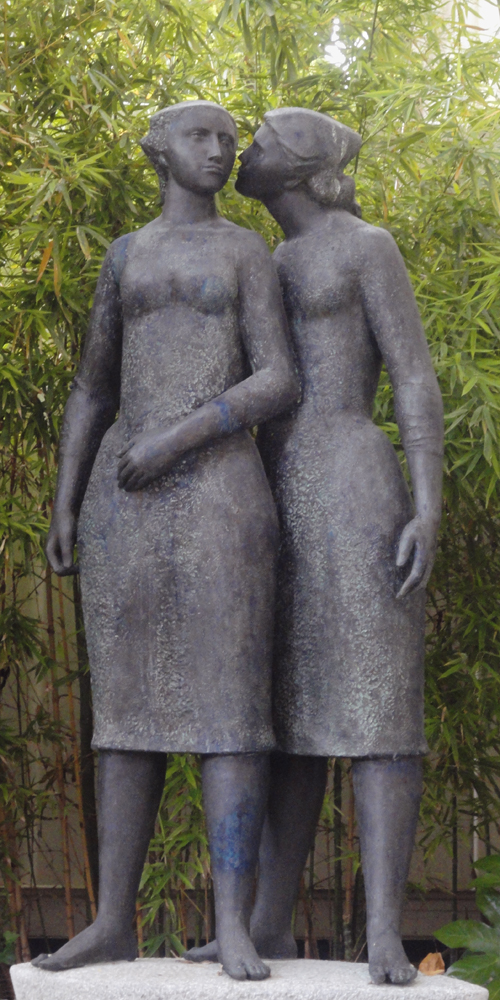
O segredo, bronze, 175 cm (1º Prémio de Escultura, II Exp. de Artes Plásticas da Fundação C. Gulbenkian, 1961)
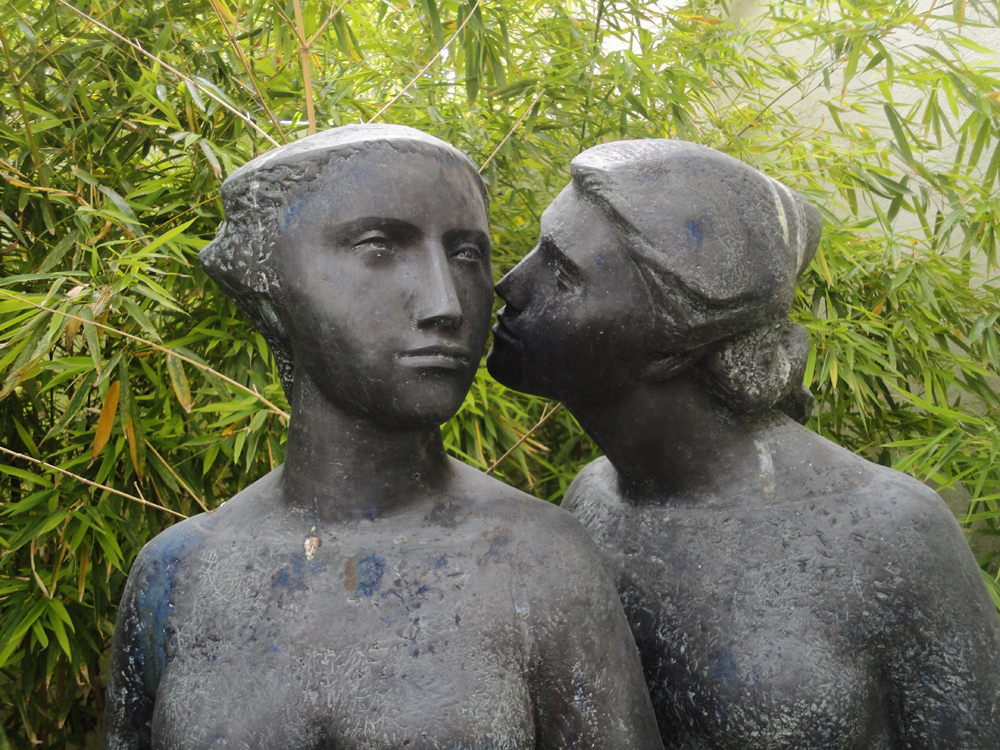
O segredo (pormenor)
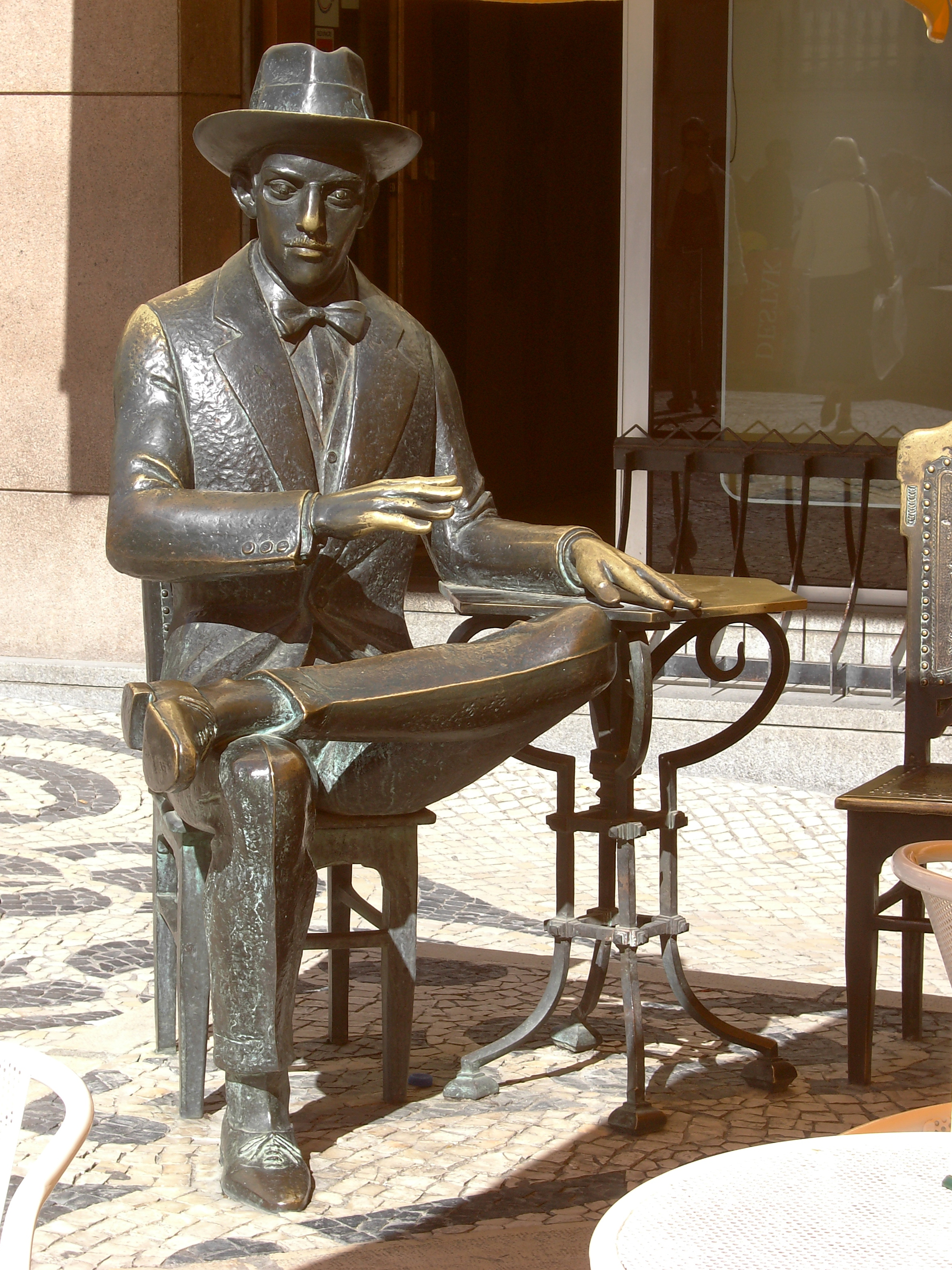
Fernando Pessoa, bronze
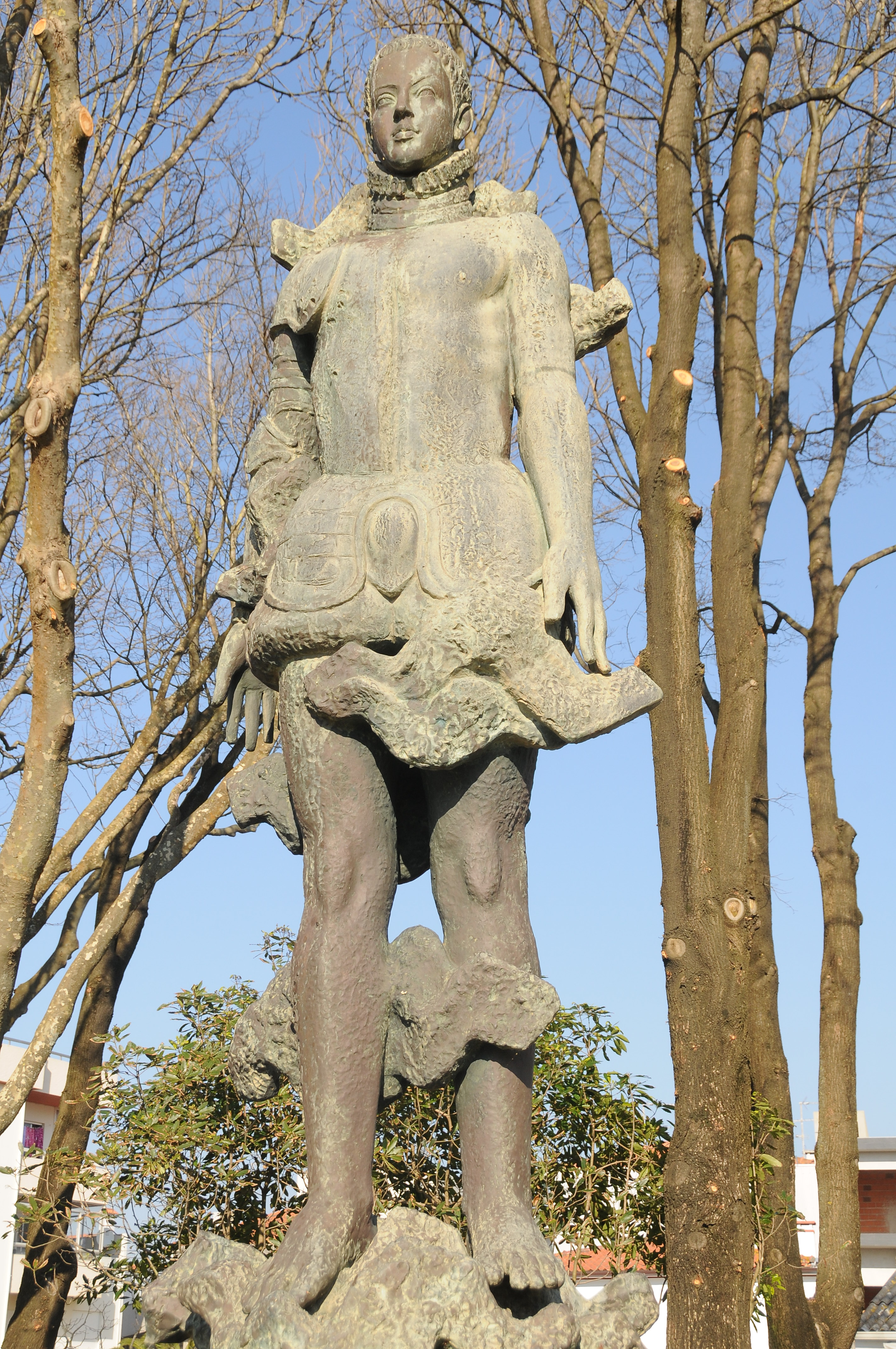
D. Sebastião, bronze
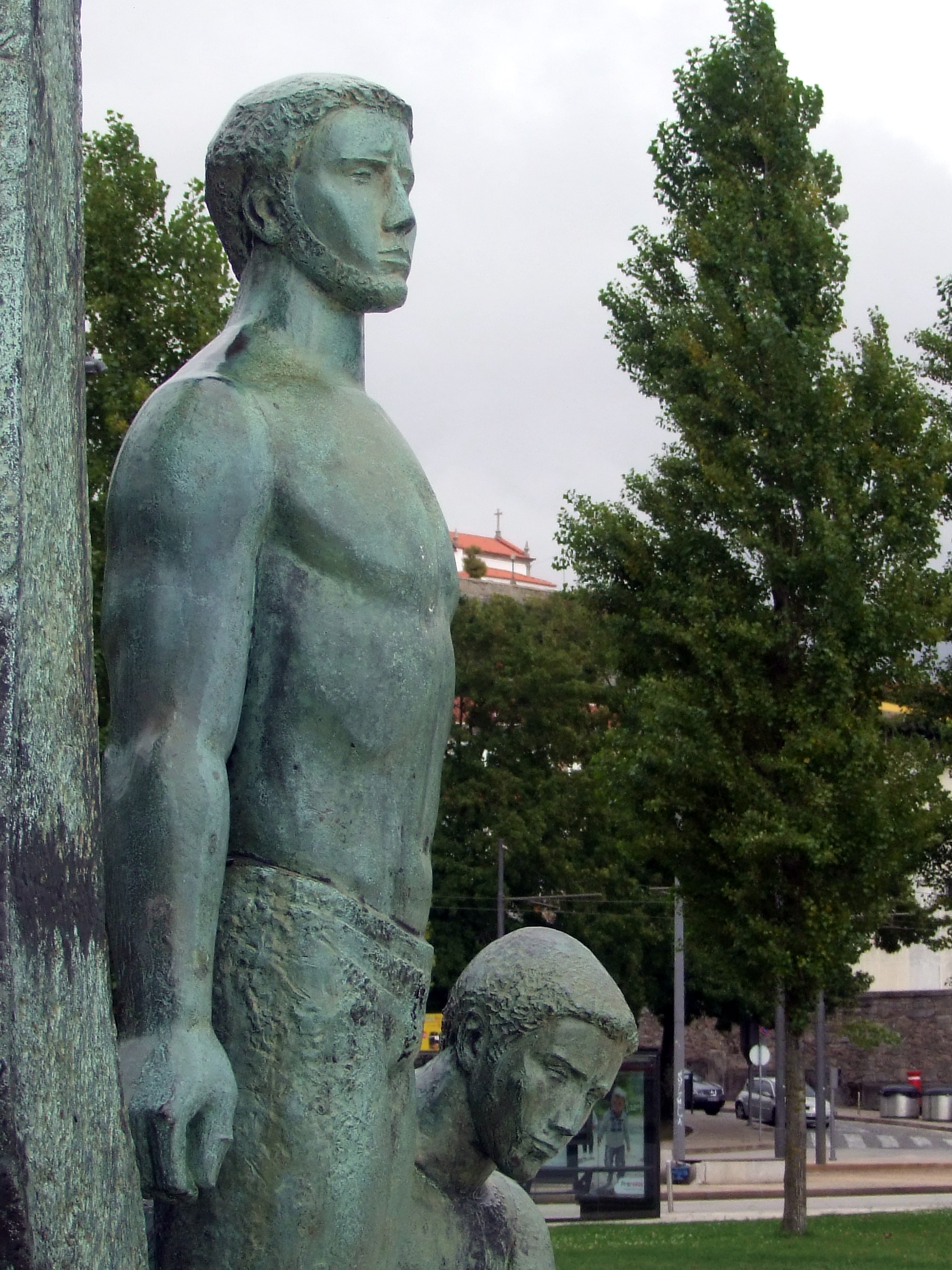
"A Conquista de Ceuta", em Lordelo do Ouro, Porto

## Alguns prémios recebidos
- Prémio Soares dos Reis
- Prémio Teixeira Lopes
- Prémio Rotary Clube do Porto
- Prémio Diogo de Macedo
- 1.º Prémio de Escultura, II Exposição de Artes Plásticas da Fundação Calouste Gulbenkian, 1961
- 1.ª Medalha da Sociedade Nacional de Belas Artes
- Medalha de Honra na Exposição Internacional de Bruxelas, 1958

## Obras
Uma das suas obras mais conhecidas é a estátua de Fernando Pessoa, no Chiado, em Lisboa, que se encontra na esplanada do Café A Brasileira.
Outra estátua (Estátua de D. Sebastião), situada em Esposende, homenageia o monarca D. Sebastião por ter elevado Esposende a concelho.